# Генріх XV (герцог Баварії)
Генріх XV (*Heinrich XV, 28 серпня 1312 — 18 червня 1333) — герцог Нижньої Баварії у 1312—1333 роках.

## Життєпис
Походив з династії Віттельсбахів. Син Оттона III, герцога Баварії та короля Угорщини, і Агнеси Глогувської. Народився 1312 року. Через два тижні після його народження помер батько, і опікунами малолітнього герцога стали родичі Людвіг IV і Рудольф I, герцоги Верхньої Баварії, а пізніше — ще й двоюрідний брат Генріх XIV, герцог Нижньої Баварії.
Тривалий час він залишався Нижньобаварським герцогом суто номінально. У 1327 році Генріх XV намагався претендувати на корону Угорщини, втім марно. У 1328 році Генріх XV одружився з донькою Фрідріха Габсбурга, герцога Австрії. Цим було посилено самостійність від родича Людвіга IV, який на той час став імператором.
Після цього втрутився у конфлікт між своїми дворідними братами Оттоном IV і Генріхом XIV щодо розподілу Нижньої Баварії. Зі своїми загонами брав участь у цій війні. 1329 року дав клятву відмовитися від розподілу Нижньої Баварії. Але у 1330 році вступив у союз з Оттоном IV та імператором Людвігом IV. У підсумку в 1331 року вони вирішили розділити землі, але при цьому було обумовлено, що в питаннях спадкування Нижня Баварія буде розглядатися як єдине неподільне ціле. Генріх XV отримав герцогство Баварія-Деггендорф, до якого увійшли Деггендорф, Кам, Дингольфінг, Ландау-на-Ізарі і Фільсхофен-на-Дунаї. Своєю резиденцією зробив замок Наттернберг, поблизу Деггендорфа.
Проте в 1332 року Генріх XV погодився щодо спільного володарювання Нижньою Баварією. В подальшому підтримував Генріха XIV проти Оттона IV та імператора. У 1333 році Генріх XV помер у Наттернберзі. Поховано у цистерціанському монастирі Селігенталь (поблизу Лансгута). Його землі відійшли Генріху XIV.

## Родина
Дружина — Ганна, донька Фрідріха Габсбурга, герцога Австрії.
Дітей не було.